# Lepyrodon trichophyllus
Lepyrodon trichophyllus là một loài Rêu trong họ Lepyrodontaceae. Loài này được (Sw. ex Hedw.) Mitt. mô tả khoa học đầu tiên năm 1869.